# Staf Coppens
Staf Coppens (geboortenaam Stafke Coppens, Holsbeek, 12 februari 1981) is een Belgische acteur en presentator die grote bekendheid verwierf in Vlaanderen met tal van tv-series en tv-programma's. Coppens kwam in 1993 als twaalfjarige jongen voor de eerste keer op televisie. Sinds 2020 is hij tevens uitbater van een camping in Zweden.

## Biografie
Coppens en zijn broer Mathias, die eveneens tv-presentator is, speelden tijdens hun collegejaren in het Sint-Pieterscollege te Leuven meermaals met het schooltoneel Thespikon.
Als kind speelde Coppens in onder meer Wittekerke, Bex & Blanche en Buiten De Zone. Ook had hij de hoofdrol in een educatief filmpje: Anke zonder woorden, voor jeugdfilmverdeler Jekino. Hierna bleef het een tijdje stil rond hem.
Hij was presentator op Ketnet toen hij daar zelf twee programma's maakte: Stafkes Straffe Kost en Stafari. Hij presenteerde voor Ketnet ook een seizoen het programma 100% Bakvis, werkte mee aan het eerste seizoen van Junior Eurovisiesongfestival en presenteerde samen met An Jordens in 2003 Hij komt, hij komt... De intrede van de Sint. In 2001 en 2003 was hij een nevenpersonage in W817.
In 2004 verliet Coppens de kinder- en jongerenzender om bij VTM te gaan werken. Daar presenteerde hij verschillende programma's zoals De meest identieke tweeling, Op 't verkeerde been, Ik wil je iets vertellen, De Beste Belg en Just the Two of Us. Daarnaast was hij te zien in Gaston 80 (een huldeprogramma voor komiek Gaston Berghmans), GodzijDank en Bouwen aan Geluk. Samen met Mathias was hij te zien in Zot van Vlaanderen. Sinds 7 januari 2013 presenteert Coppens Rijker dan je denkt?, waarin mensen allerlei spullen naar waarde laten schatten. In het derde seizoen van Tegen de Sterren op speelde hij een gastrol als Brahim en Sven Nys.
In het voorjaar van 2013 kwam een televisiespot op VTM waarbij, voor een nieuw programma met Coppens en zijn broer Mathias, experimenten en opdrachten werden gezocht. Op 5 september 2013 startte de eerste aflevering van Het Lichaam van Coppens, een programma waarin de broers hun lichamen zwaar op de proef stellen met experimenten. In 2014 kwam er een tweede seizoen van Het Lichaam van Coppens en op 3 september 2015 nog een derde.
Op 6 april 2016 kwam er een nieuw programma Hollywood in 't Echt van de commerciële zender VTM waarbij hij met Mathias het Amerika uit de films met de werkelijkheid overeenstemt. Vooral de films die op hen een grote indruk nalieten.
In 2019 maakte hij samen met Mathias een nieuw programma Code van Coppens op VTM waarin ze escaperooms maakten waar bekende Vlamingen zo snel mogelijk uit moesten ontsnappen. Er kwam later ook een seizoen met Nederlandse gasten, Code van Coppens: De wraak van de Belgen.
Verder presenteerde hij nog het programma Dat Belooft Voor Later.
Vanaf april 2021 werd het programma Camping Coppens - Op Weg Naar Zweden uitgezonden op VTM. Een programma waarin zijn gezin naar Zweden emigreert om daar een camping te starten. Vanaf juli 2021 was dit programma ook te zien op de Nederlandse televisie bij SBS6. In 2022 was hij te zien als presentator van het programma De Verraders op VTM.

## Privé
Coppens is getrouwd met Monique van der Velden en ze hebben samen twee kinderen. Zij hebben elkaar leren kennen in 2006 in het programma Dancing on Ice op RTL 4 en VTM. Ze wonnen uiteindelijk de wedstrijd.
In 2020 emigreerde Coppens met zijn gezin naar Zweden om daar een camping te openen. Coppens en zijn gezin kregen in 2021 hiervoor een eigen televisieprogramma getiteld Camping Coppens.
Staf heeft twee broers, Mathias Coppens en Maarten Coppens. Mathias is regisseur en net als Staf presentator en acteur. Maarten, de oudste van de drie, is piloot en duikt soms samen met Mathias op in het programma "Camping Coppens".

## Filmografie

### Televisie

#### Hoofdrol
- Wittekerke (1995-1998) - als Koen De Vlieger

#### Nevenrol
- Clan (2012) - als Wesley
- Aspe (2007) - als Rudy
- W817 (2001-2003) - als Oswald
- Flikken Gent (2000) - als Stijn
- Buiten de Zone (1994-1996) - als Boy
- Bex & Blanche (1993-1994) - als Stafke

#### Zichzelf
- De Verraders: De Ronde Tafel (2023)
- The Big Bang (Vlaanderen) (2023-heden), duo-presentatie met Mathias Coppens
- The Big Bang (Nederland) (2023-heden), duo-presentatie met Mathias Coppens[7]
- De Verraders (2022-heden)
- Camping Coppens (2021-heden)
- Code van Coppens: De wraak van de Belgen (2021-2022, 2024-), presentatieduo met Mathias Coppens
- Code van Coppens (2019-heden), presentatieduo met Mathias Coppens
- Dat belooft voor later (2019)
- Kan iedereen nog volgen? (2019)
- 30 jaar VTM (2019)
- Allemaal Chris (2017)
- Ge hadt erbij moeten zijn (2017)
- Groeten uit... (2017)
- Jonas & Van Geel (2015)
- Zijn er nog kroketten? (2014)
- Beste kijkers (2014, 2018)
- Wauters vs. Waes (2014)
- Taarten van Staf (2013)
- Tegen de Sterren op (2013)
- Rijker dan je denkt (2012-2018)
- Sterren op de dansvloer (2012)
- Manneke Paul (2012)
- Zot van Vlaanderen (2010-2012)
- Masterchef (2011)
- De klas van Frieda (2011)
- De schuld van VTM (2009)
- Start to cook (2008)
- Ranking the stars (2007)
- Gaston 80 (2006)
- Dancing on ice (2006)
- Hij komt, hij komt ... de intrede van de Sint (2003)
- Feest! 50 jaar televisie (2003)
- Stafari (2003)
- De fictiefreak (2003)
- 100% bakvis (2002)
- Vlaanderen vakantieland (2002)
- Aan tafel (2001)

### Film
- Plop wordt kabouterkoning (2012) - als Kabouterprins Flip
- Zot van A. (2010) - als zichzelf
- Suske en Wiske: de Texas rakkers (2009) - als Suske (stem)
- Science Fiction (2002) - als labassistent
- Rosie (1998) - als figurant
- Brylcream Boulevard (1995) - als scoutsjongen

Huidig (anno 2025):
Lee Arrendell · Thomas De Smet · Nona 't Jolle · Nidal van Rijn · Emma Vanthielen
Voormalig (1997–2024):
Jelle Cleymans (2002–2007) · Staf Coppens (1999–2004) · Karolien Debecker (2006–2009) · Veerle Deblauwe (2003–2006) · Sam De Bruyn (2009) · Niels Destadsbader (2009–2014) · Ianka Fleerackers (1998–2001) · Tom Gernaey (2006) · Sander Gillis (2012–2023) · An Jordens (1998–2005) · Melvin Klooster (2006–2012) · Heidi Lenaerts (2006–2007) · Friedl' Lesage (1997–1998) · Charlotte Leysen (2011–2019) · Véronique Leysen (2009–2013) · Kristien Maes (2007–2012) · Gloria Monserez (2020-2024) · Sarah Mouhamou (2014-2025) · Leonard Muylle (2012–2018) · Sven Ornelis (1997–1999) · Peter Pype (2004–2012) · Ben Roelants (2009) · Mark Tijsmans (1997–2002) · Héritier Tipo (2022–2024) · Thomas Van Achteren (2015–2022) · Katrien Van Deuren (1998–1999) · Peter Van de Veire (1997–2002) · Steven Van Herreweghe (1997–2002) · Kobe Van Herwegen (2006–2011) · Ilse Van Hoecke (1998–2004) · Gitte Van Hoyweghen (1997–2001) · Britt Van Marsenille (2004–2008) · Sofie Van Moll (2001–2007) · Erika Van Tielen (2003–2006) · Henk Vermeulen (1998–2004) · Aron Wade (1998–2003) · Sien Wynants (2012–2022)
- Gemeinsame Normdatei: 1061917959
- International Standard Name Identifier: 0000 0001 1501 9431
- Library of Congress Control Number: no2011023090
- Virtual International Authority File: 167571384
- WorldCat: E39PBJkT8xfddMdtjjpjCvD8YP